# Tambor de Bearn

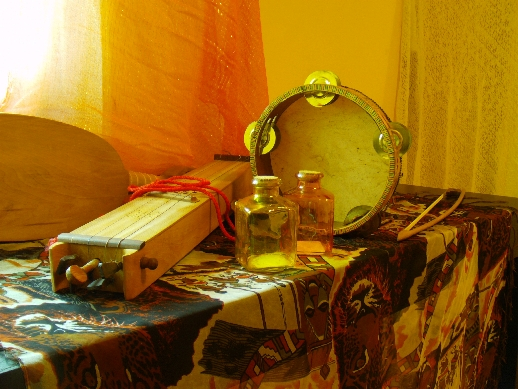

El tambor de bearn o tambor de cuerdas es un instrumento de percusión. 

## Descripción
Este instrumento de percusión tiene la particularidad de contar con un número variable de cuerdas ( cuatro a seis) y se ejecuta golpeando sobre ellas con una baqueta de madera desnuda. Normalmente el músico se la coloca apoyada sobre la pierna y el hombro, o bien colgado con una cuerda, batiendo con una mano, mientras con la otra toca una flauta de tres orificios, como el chistu vasco. Un puente móvil permite cambiar la afinación de acuerdo con la música ejecutada. Se lo ha utilizado durante siglos y actualmente se mantiene como instrumento folklórico. En algunas regiones de España se denomina también como "Chicoten".

## Galería de imágenes
- Datos: Q6138478